# Ngo-Ketunjia
Le Ngo-Ketunjia est un département du Cameroun situé dans la région du Nord-Ouest. Son chef-lieu est Ndop.

## Organisation administrative
Le département est découpé en 3 arrondissements et/ou communes :
| COG    | Communes   | Chef-lieu  | Superficie (km²) | Population (2005) |
| ------ | ---------- | ---------- | ---------------- | ----------------- |
| NW0701 | Ndop       | Ndop       | 197,4            | 69 603            |
| NW0702 | Babessi    | Babessi    | 372,6            | 49 208            |
| NW0703 | Balikumbat | Balikumbat | 337,2            | 68 537            |